# Genappe
Cet article possède un paronyme, voir Jemappes.
Genappe (en néerlandais Genepiën, en wallon Djinape) est une ville francophone de Belgique située en Région wallonne dans la province du Brabant wallon.
Au 1er janvier 2025, la population totale de cette commune est de 16 160 habitants.

## Toponymie
La plus ancienne mention du nom de Genappe remonte à 1067, sous la forme Genape. Albert Carnoy pense qu’il faut voir dans le nom de Genappe la contraction des mots germaniques gaman- (« saut, joie ») et -apa (« eau »). Genappe signifierait donc « l’eau joyeuse » ou « l’eau sautillante ». Plus récemment, on a associé le celtique gena (« bouche ») à la terminaison -aba (« eau ») ce qui voudrait alors dire « l’eau à l’embouchure »,. Le terme pourrait également venir du germanique gan-apja, formé du préfixe germanique gan- « concourant », du suffixe hydronymique -apo et du locatif -ja.

## Géographie

### Principaux accès routiers
- la nationale 5 Bruxelles-Rocroi,
- la nationale 25 Nivelles-Louvain,
- la nationale 93 Namur-Nivelles,
- la nationale 237 Nivelles-Ottignies.

### Communes limitrophes
| Braine-l'Alleud | Lasne            | Ottignies-Louvain-la-Neuve |
| Nivelles        | Genappe          | Court-Saint-Etienne        |
|                 | Les Bons Villers | Villers-la-Ville           |

### Oro-hydrographie
Le terrain de Genappe est relativement peu accidenté : au nord, il s’incline doucement vers la Dyle, dont il occupe la rive gauche ; au sud, aux Prés des Bois, il est encore moins incliné. Le point culminant se situe près du vieux cimetière. Genappe est en grande partie recouvert par le limon bayen du système diluvien, reposant sur des systèmes bruxelliens et gédinniens, qui affleurent en plusieurs endroits et particulièrement sur la rive droite de la Dyle.
Tout le territoire de Genappe appartient au bassin de l’Escaut. Les cours d’eau qui arrosent la commune sont la Dyle, le ri des Prés du Roi et ri de la Crawanne.
La Dyle vient de Loupoigne et se rend à Ways : elle coule d’abord du sud au nord, puis de l’ouest à l’est, sur une longueur de 2 000 mètres. Jadis, la Dyle activait le moulin Camusel et le grand moulin.
En 1434, une dérivation de la Dyle fut pratiquée, dans l’intérêt d’une meilleure défense du château de Genappe. Cette « neuve rivière » côtoyait le grand vivier, commençait aux pâturages de l’abbaye d’Afflighem, « derrière l’Hôtellerie », et finissait au « courtil de Gaspar de Passavant ». Sa longueur totale était de 120 verges (110 m), sa largeur de 14 à 18 pieds (4,3 à 5,5 m), et sa profondeur de 2 à 3 pieds (60 à 90 cm). Entre cette dérivation et le grand vivier se trouvait un étang dont on haussa le fond tandis qu’on approfondit le grand vivier. Plus en aval, on creusa encore une « nouvelle rivière », longue de 14 verges (13 m) et à laquelle on donna en quelques endroits une profondeur de 8 pieds (2,4 m). Ce second travail coûta au trésor ducal la somme de 12 livres 6 sous 6 deniers ; le premier 10 livres 12 sous et 6 deniers.
Le ri des Prés du Roi prend sa source dans les Prés du Roi et se réunit à la Dyle, près de l’intersection du chemin de fer et de la route de Bruxelles à Charleroi ; il coule du sud-ouest au nord-est, sur une longueur de 850 mètres.
Le ri de la Crawanne prend sa source aux confins des anciennes communes de Genappe et Vieux-Genappe, au pré de la Posterie ; il se réunit à la Dyle sous le moulin Camusel ; il coule du nord au sud sur une longueur de 550 mètres.
Jadis, outre celle des puits, on n’utilisait guère que l’eau de la « Fontaine al Saulx ». Plus loin encore, on citait la « Fontaine à Plomco » et la « Fontaine Chanton » qui furent remplacées par des pompes.
Près du château, il y avait autrefois, trois beaux étangs dits le « Grand Vivier », le « Vivier des marais » et le « Vivier du Stordoir ».

### Sections  de la commune
| # | Nom            | Superf. (km²) | Habitants (2020) | Habitants par km² | Code INS |
| - | -------------- | ------------- | ---------------- | ----------------- | -------- |
| 1 | Genappe        | 0,65          | 1.950            | 3.023             | 25031A   |
| 2 | Baisy-Thy      | 26,99         | 3.177            | 118               | 25031B   |
| 3 | Loupoigne      | 6,91          | 1.723            | 249               | 25031C   |
| 4 | Houtain-le-Val | 10,52         | 949              | 90                | 25031D   |
| 5 | Vieux-Genappe  | 18,57         | 2.074            | 112               | 25031E   |
| 6 | Glabais        | 7,48          | 777              | 104               | 25031F   |
| 7 | Ways           | 7,50          | 1.221            | 163               | 25031G   |
| 8 | Bousval        | 11,72         | 3.689            | 315               | 25031H   |

L'entité de Genappe compte aussi de nombreux hameaux tels que Bruyère-Madame, Chênemont, Dernier Patard, Fonteny, Forriest, Fosty, Hattain, Houtain-le-Mont, La Bruyère, La Falise, La Hutte, La Motte, Le Chantelet, Le Roy, Les Flamandes, Loncée, Noirhat, Pallandt, Promelles, Quatre-Bras, Ry-d'Hez, Sclage, Thy et Trou-du-Bois. Avant la fusion des communes de 1977, Genappe, avec ses 57 hectares, était considérée comme la plus petite commune de Belgique.

## Démographie

### Démographie: Avant la fusion des communes
- Source: DGS recensements population

### Démographie: Commune fusionnée
En tenant compte des anciennes communes entraînées dans la fusion de communes de 1977, on peut dresser l'évolution suivante :
Les chiffres des années 1831 à 1970 tiennent compte des chiffres des anciennes communes fusionnées.
- Source: DGS , de 1831 à 1981=recensements population; à partir de 1990 = nombre d'habitants chaque 1 janvier

## Histoire
L’histoire de Genappe est indissociable de celle de sa voisine, Vieux-Genappe. En effet, avant la fondation de la ville de Genappe, le village de Vieux-Genappe portait lui-même le nom de Genappe.

### Moyen Âge
Tout au début du XIe siècle, les villages de Genappe, Baisy, Lillois et Maransart constituaient un alleu, franc de toute sujétion féodale, qui appartenait aux comtes de Boulogne. Une des filles d'Eustache Ier de Boulogne, Gerberge l’apporta en dot à son époux, Frédéric d’Ardenne, duc de Basse-Lotharingie. À la mort de son épouse, le duc voulut faire don de ce territoire à l’abbaye de Stavelot. Une charte écrite en 1067 et conservée aux archives de l'État à Düsseldorf contient la première citation de Genappe. L'abbaye de Stavelot y tentait de finaliser cette donation. Le projet échoua, l'alleu fit son retour à la maison de Boulogne.
Eustache Ier avait laissé trois fils : Eustache II, Godefroid, évêque de Paris et Lambert, comte de Lens. Eustache II épousa Ide ou Ida, la fille de Godefroid le Barbu, duc de Lotharingie.
Ide de Boulogne donna le jour à trois fils : Eustache III, qui hérita du comté, Godefroid, que nous connaissons sous le nom de Godefroid de Bouillon, et Baudouin qui succéda à son frère sur le trône de Jérusalem. Ide de Boulogne hérita de l'alleu de Genappe à la mort de son mari. En 1096, au lendemain de l'appel du pape Urbain II pour la première croisade, elle démantela et vendit l'alleu pour payer l'expédition de ses fils vers la terre sainte. Ainsi le territoire passa à l'abbaye de Nivelles, la paroisse de (Vieux-)Genappe fut cédée à l'Abbaye d'Affligem et la paroisse de Baisy à l'abbaye de Saint-Hubert.
La première charte, et très probablement la charte fondatrice de la franchise de Genappe date de 1211. Son contenu mélange diverse clauses juridiques, la clause la plus détaillée est celle relative à l’impôt sur le marché (le tonlieu) où se vendait en plus du bétail, des produits de teinture et d’armurerie.
Il est, par contre, impossible de déterminer avec certitude l’époque à laquelle fut créé le château de Genappe. Ce qui est certain, c’est que le château existait en 1227, puisque, lors de la trêve signée à Huy entre le duc de Brabant et le comte de Flandre, sous l’égide des évêques de Liège et de Cambrai, il est expressément mentionné comme gage d’une grosse somme d’argent que l’un devait payer à l’autre. Dès cette époque, le château de Genappe était à la fois résidence, forteresse et prison ducale. La ville que l’on appellera désormais Genappe, alors que l’ancien village ne se retrouve plus que sous le nom de Vieux-Genappe, devint le siège d’une mairie. Un officier, bailli ou maire, était chargé par le duc de rendre sa justice dans la plus grande partie des villages du Roman Païs de Brabant, situés dans le sud-ouest du duché.
En 1302, le duc Jean II de Brabant accorda une charte de franchises aux bourgeois de Genappe. On retrouve le sceau de la franchise de Genappe sur plusieurs documents importants concernant le duché et notamment la célèbre charte de Kortenberg en 1312.
C’est sous le règne du duc Jean II que se situe un événement peu connu mais digne d’être relaté. En 1308, il se créa un mouvement populaire spontané de très grande ampleur dans le but d’aller délivrer la Terre Sainte qui venait de retomber sous la domination des Sarrasins. Cette foule, sans chef, sans organisation, se répandit partout et se signala surtout en massacrant les Juifs qu’elle rencontrait sur son chemin. Le duc Jean II, pour éviter ces excès, ouvrit le château de Genappe aux Israélites afin qu’ils y trouvent un abri sûr. Les prétendus croisés se portèrent en masse à Genappe et mirent le siège devant le château. Le duc leur intima l’ordre de lever le siège, mais ils n’en tinrent aucun compte. Jean II se mit en route avec son armée et, après une dernière sommation, mit les assiégeants en déroute, délivrant ainsi les malheureux Juifs qui croyaient leur dernière heure arrivée.

### Séjour du futur Louis XI
Il serait difficile de relater en détail les divers événements qui ont ponctué l’histoire du château de Genappe : ce serait vouloir écrire toute l’histoire du Brabant. Il faut, cependant, obligatoirement faire mention du séjour que fit à Genappe, le dauphin de France, futur Louis XI, en révolte ouverte contre son père Charles VII. Le dauphin, qui ne s'entendait pas avec son père, avait précédemment passé dix années dans son apanage du Dauphiné, et pris la fuite lorsque son père fit envahir la province le 30 août 1456, pour le contraindre à revenir à la Cour.
Sous le prétexte d'une partie de chasse, activité dont il était friand, Louis, accompagné d'une petite escorte, mit le cap sur Chalon en terre bourguignonne puis, à travers la Lorraine, sur Bruxelles où il parvint le 15 octobre de cette même année. Le dauphin Louis espérait bien trouver refuge auprès de son « bon oncle », le duc Philippe III de Bourgogne, et celui-ci le reçut avec tous les honneurs dus à son rang, lui octroyant le château de Genappe comme résidence, ainsi qu'une pension annuelle de 36 000 livres.
Le duc de Bourgogne pouvait difficilement refuser l'asile au dauphin de France, même s'il le savait en délicatesse avec son père, Charles VII de France. Il faut d'ailleurs se rappeler que Philippe le Bon tenait le roi de France pour directement responsable du meurtre de son père Jean sans Peur à Montereau en 1419 et que, de ce fait, les relations entre les deux souverains furent toujours empreintes d'une certaine froideur. L’histoire officielle nous dit que Philippe le Bon offrit au dauphin Louis de choisir sa résidence et que c’est celui-ci qui jeta son dévolu sur le château de Genappe. C’est possible mais il semble bien que le duc de Bourgogne, désireux de garder sa totale liberté de mouvement, préféra « orienter » le choix de Louis, plutôt que de l’avoir constamment dans les jambes à Bruxelles. Ce qui est certain, c’est que le but du duc fut pleinement atteint puisque le dauphin, en cinq années, ne mit pratiquement jamais le nez hors de Genappe. Tout au plus, assista-t-il à quelques somptueuses fêtes données à la cour de Bruxelles. Il n’empêche : Louis mit ces années à profit pour observer attentivement les gens et les choses, commençant déjà à tisser la toile dans laquelle le fils de son hôte, Charles le Téméraire, allait se prendre.
Au fil du temps, l’atmosphère se détériora sensiblement entre Genappe et Bruxelles. Un chroniqueur populaire en vint à écrire : « Après l’arrivée du dauphin, jamais plus il n’y eut de paix parmi les nobles de la cour du duc Philippe. Dès le début, on répéta que son arrivée était un mauvais présage, et cela se révéla juste. Il n’était jamais tranquille et toujours il connaissait de France, en secret, la volonté de son père ». À se demander si le dauphin n’était pas un agent double…
En 1457, Louis eut la satisfaction de voir arriver sa femme, Charlotte de Savoie, qu’il avait épousée contre l’avis de son père, et le 17 juillet 1459, à Genappe, la dauphine mit au monde un fils que l’on appela Joachim. Le choix de ce prénom, celui du père de la sainte Vierge, laisse perplexe. Qu’avait donc en tête Louis en donnant ce nom, totalement inusité dans la dynastie capétienne, à un enfant qui, normalement, devait régner sur la France ?
La chronique raconte que Philippe le Bon accueillit la nouvelle de cette naissance avec des transports d’enthousiasme. Il fit à l’enfant et aux parents des cadeaux somptueux et il tint à être parrain du petit Joachim : « De raconter les honneurs et richesses qui furent faictes, ce serait trop longue chose. »
L’enfant ne vécut qu’un peu plus de quatre mois. On lui fit des funérailles somptueuses à Sainte-Gudule, à Bruxelles, et on l’enterra dans la basilique de Hal, où l’on peut toujours voir son mausolée.
Les quatre premiers enfants du futur Louis XI et de sa femme Charlotte de Savoie naquirent au château de Genappe : trois enfants morts jeunes, puis Anne (1461-1522), future dame de Beaujeu (1474), duchesse de Bourbon et d'Auvergne (1488), comtesse de La Marche et enfin, régente de France (1483-1492) pendant la minorité de son frère cadet Charles VIII.
Peu de temps après la naissance d’Anne, les hôtes de Genappe virent arriver des messagers leur annonçant la mort de Charles VII, le 22 juillet 1461. Louis XI prit aussitôt ses dispositions pour s’en aller prendre possession de son royaume. On ne le reverra dans la région qu’en 1468, quand il traversa le pays pour aller avec Charles le Téméraire mettre à sac et incendier la ville de Liège révoltée qui perdit tout sauf ses églises mais y gagna, beaucoup plus tard, le surnom de « Cité ardente », la cité qui brûle.

### Décadence
Le départ de Louis XI marque pour Genappe le début d’une époque de lente décadence. En 1489, Albert de Saxe, un des lieutenants de Maximilien d’Autriche, mit le siège devant le château de Genappe, alors en possession des partisans de Philippe de Clèves, et dont la garnison comptait à peine 90 hommes. Albert de Saxe mit les fossés à sec et commença à ébranler les murs à coup de canon. La garnison, qui n’espérait plus aucun secours, se rendit. Le siège du château provoqua des dégâts considérables dans le bourg. Maximilien exempta les bourgeois de la franchise de cens et rentes durant cinq ans afin de leur permettre de reconstruire leur ville.
À cette époque, le château semble avoir perdu de son importance militaire. En 1506, à la mort de Philippe le Beau, quatre hommes suffisaient à la garde de la forteresse. Charles Quint, qui était pourtant du pays puisque né à Gand, à quelques dizaines de kilomètres, n’y mit jamais les pieds et, après son abdication, lors des conflits religieux, le château fut pris et repris plusieurs fois. Tout cela entraîna la ruine complète du bourg qui fut pratiquement déserté par ses habitants. C’est à cette époque qu’eurent lieu dans la région ces terrifiantes chasses aux sorcières restées dans la mémoire collective. Malgré la sollicitude des archiducs Albert et Isabelle, Genappe continua à végéter. Et, en 1668, on vit arriver les armées de Louis XIV, qui mirent le siège, une fois de plus, devant le château qui, depuis longtemps, n’avait pourtant plus aucune importance militaire. Les Français s’en emparèrent mais, la paix signée, le restituèrent. C’est à tort qu’on les accuse d’avoir détruit le château. Au contraire, les Espagnols, durant les quelques mois qui suivirent, purent le réparer.
Cependant, alors qu’il réformait complètement le système de défense de nos régions, le comte de Monterey, gouverneur général des Pays-Bas, estima que le château de Genappe était susceptible d’offrir à l’ennemi un abri trop proche de Bruxelles et ordonna sa démolition. C’était chose faite en 1671.
La construction de la chaussée entre Bruxelles et Charleroi et Namur vint apporter un peu de prospérité au bourg qui « depuis, a vécu oublié et tranquille ».

### Le régime français 1794-1815
Organisation administrative
Genappe fait partie du département de la Dyle. La mairie est supprimée mais on crée un canton dont Genappe est le chef-lieu et, en l’an X, un canton de justice de paix.
En 1815

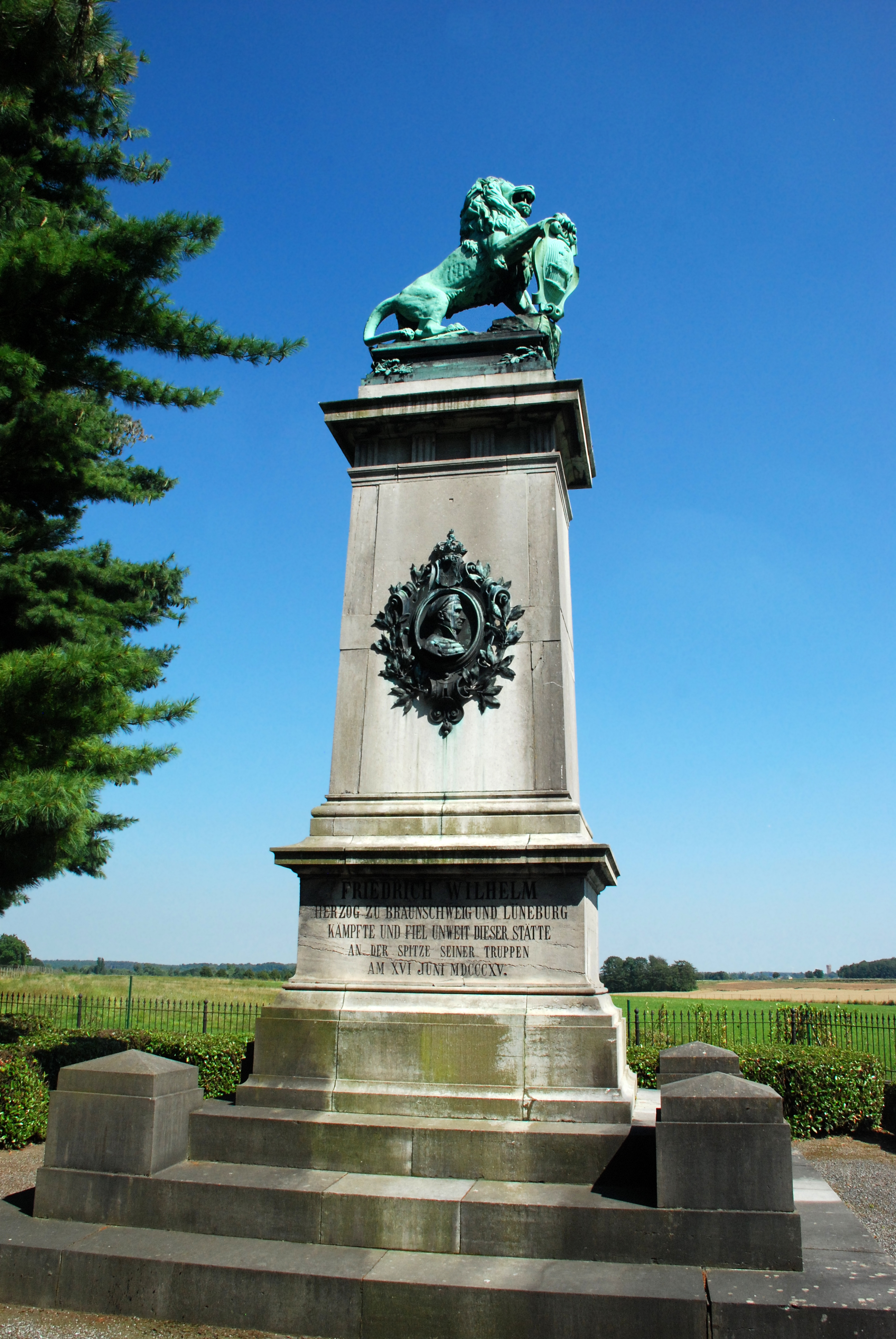
Le Monument Brunswick.

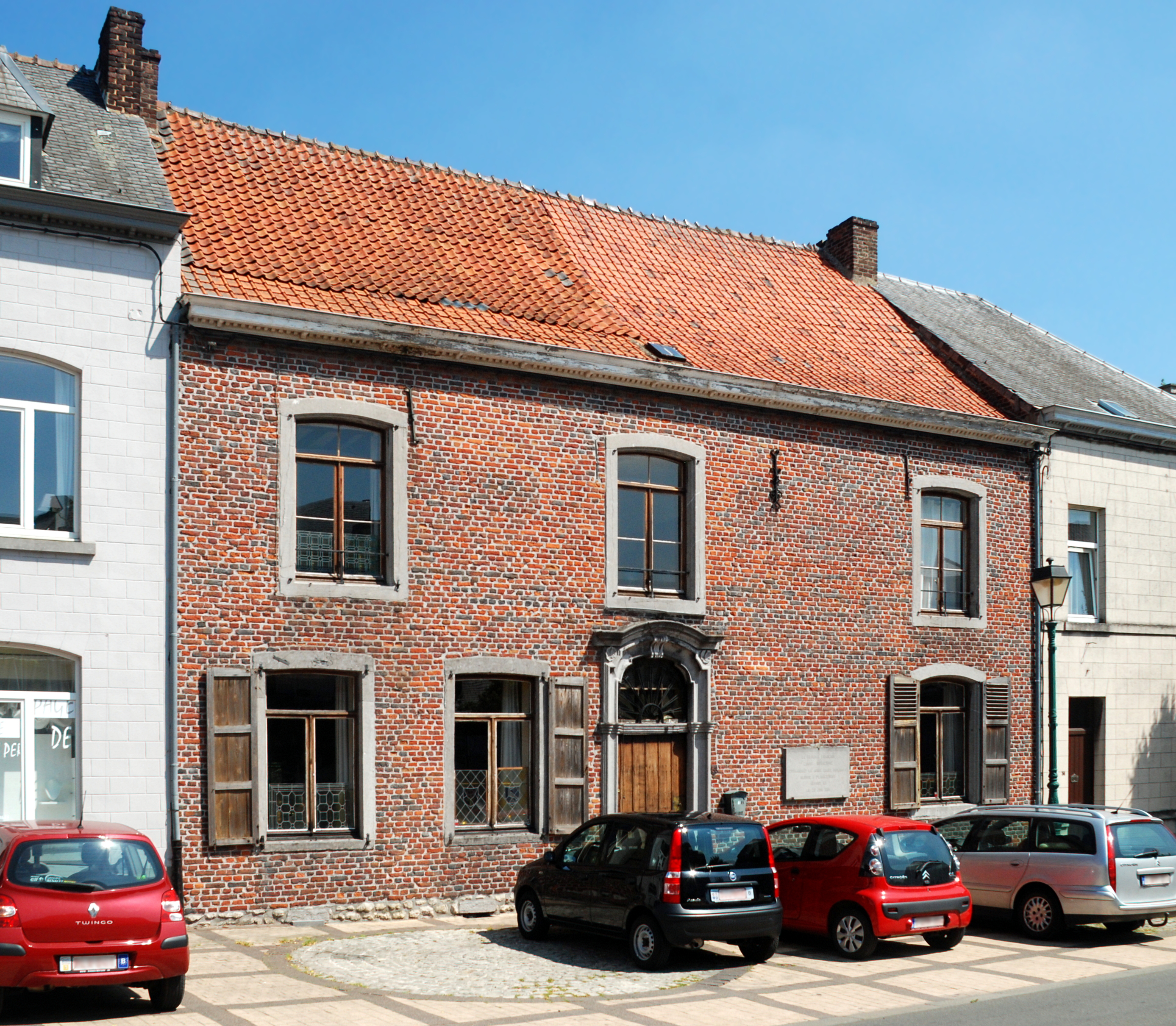
L'auberge du Roy d'Espagne.

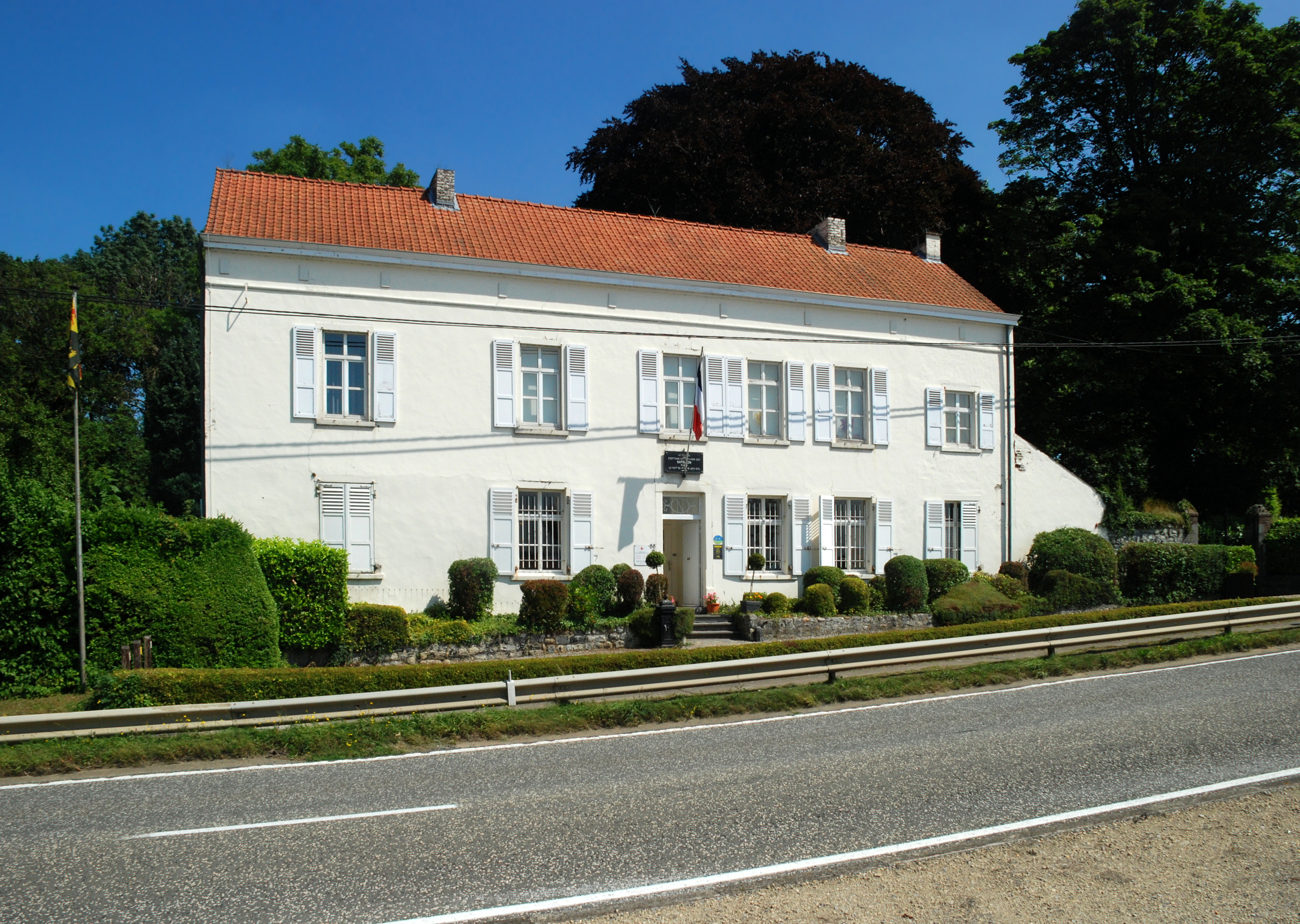
La Ferme du Caillou ou musée du Caillou, dernier QG de Napoléon.

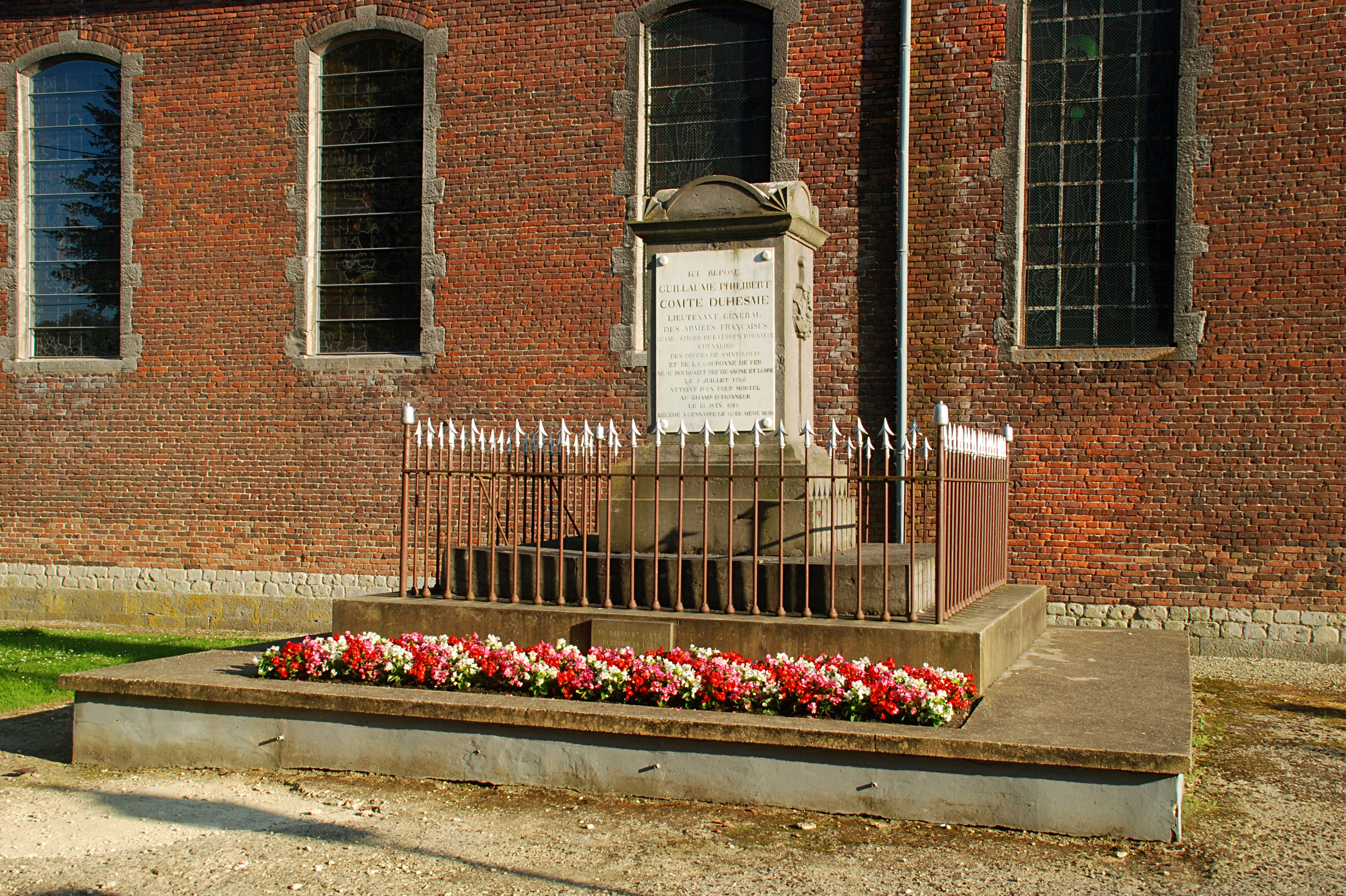
Le Mausolée Duhesme.

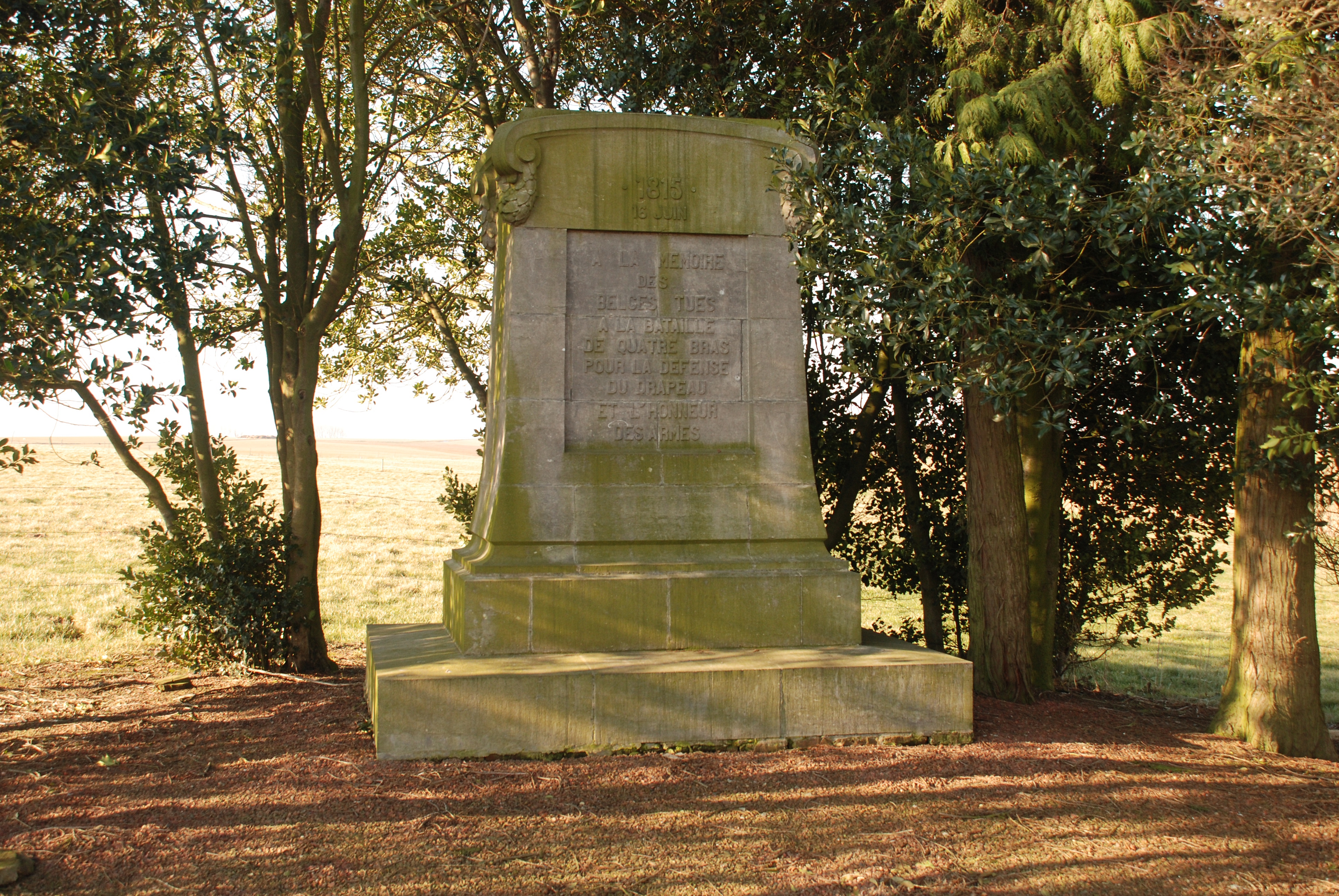
Le Monument aux Belges de Quatre Bras.

Genappe se présentait donc comme un bourg de moins de 200 maisons situées le long du tracé sinueux et étroit de la chaussée de Bruxelles à Charleroi. La plus grosse partie du village se situait – et se situe encore – au nord de la Dyle que l’on franchissait par un pont qui, à cette époque « faisait tout au plus 2,50 m de largeur ». Houssaye nous dit qu’il existait un autre pont « en amont » La carte de Ferraris ne montre pas ce pont ni d’ailleurs aucun chemin qui y aurait donné accès mais il est fort possible qu’une passerelle ait effectivement existé au moulin qui se situait quelques dizaines de mètres plus bas sur la Dyle. Dans ce cas, cet autre pont serait en aval du premier et non en amont. De toute façon, cette passerelle n’aurait certainement pas pu permettre au charroi de franchir la rivière.
L’observateur attentif remarque quand même sur la carte de Ferraris quatre autres ponts : à l’ouest, deux d’entre eux enjambent un petit affluent de la Dyle, le Ri des Crawannes ; le troisième traverse un autre affluent de la Dyle entre Genappe et Ways et le dernier passe la Dyle à Ways. Ce qui saute aux yeux, à la vue de la carte de Ferraris, c’est l’important resserrement de la chaussée de Bruxelles dans la traversée du village.
Genappe a joué, à trois reprises un rôle important dans la campagne de 1815 : le 16 juin 1815, le 17 juin dans l’après-midi et la soirée et, surtout, le 18 juin à la nuit.
- Le 16 juin 1815 vers 9 h, Wellington et son état-major traversèrent le village et firent halte quelques instants à sa sortie, peu après avoir traversé la Dyle, non loin sans doute de l’endroit où se situe actuellement le garage des bus vicinaux.

Vers 13 h, les troupes de la réserve générale de Wellington, et notamment, la 5e division britannique du général Thomas Picton ainsi que le contingent brunswickois, traversèrent le village, subissant un retard important du fait des opérations de passage du pont fort étroit, pour arriver aux Quatre-Bras de Baisy-Thy vers 15 h. Il semble bien que les habitants, qui avaient entendu le canon dans la matinée déjà, n’aient pas attendu ce défilé pour aller se réfugier dans les bois environnants. C’est donc dans un Genappe désert que vont se dérouler la suite des événements.
À la tombée de la nuit, retour du duc de Wellington qui vient s'installer pour la nuit à l'auberge du Roy d'Espagne.
- C'est au no 58 de la rue de Bruxelles qu’il est encore possible de voir cette auberge. Cette maison mitoyenne, jadis entièrement crépie et qui a été heureusement dérochée pour laisser visible la brique, se signale surtout par une très belle porte en pierre bleue de style Louis XV. L’imposte a été rénovée vers 1760[17]. Ce n’est pas le 16 juin 1815 que cette auberge est entrée dans l’histoire, mais bien vingt-trois ans plus tôt, en 1792, lorsque le comte de Provence, futur Louis XVIII, y relaya sur la route qu’il avait prise pour l’exil[18].

Dans l’ignorance de ce qui s’est passé à Ligny, et en attendant des nouvelles de Blücher, le duc décida de prendre un peu de repos et se mit au lit vers minuit.
- Le 17 juin 1815, à 3 h déjà, il est debout. Il fait le point sur les quelques dépêches reçues pendant qu’il dormait. Il n’y en a guère. Toujours aucune nouvelle de Ligny. Ordre est donc donné à son aide de camp Sir Alexander Gordon de prendre un escadron du 10th Hussars et d’aller voir ce qui se passe du côté de Ligny. Après quoi, le duc remonte à cheval et retourne aux Quatre-Bras.
- Le 17 juin 1815 toujours, vers midi, l’’armée anglo-alliée traverse Genappe et Ways en bon ordre en direction de Mont-Saint-Jean. Quelques difficultés surviennent encore au passage des ponts, du charroi venant de Bruxelles et, n’ayant reçu aucune nouvelles instructions, continuant à se diriger vers les Quatre-Bras.

Dans quel ordre les armées alliées défilèrent-elles à Genappe ? Selon toute vraisemblance, la 3e division anglo-hanovrienne (Alten) marcha la première, suivie par la 2e division néerlandaise (Perponcher) ; elles étaient toutes deux à la suite des parcs.
La division Alten franchit la Dyle sur le pont de Genappe mais la 2e division néerlandaise prit un peu plus à l’ouest et contourna le bourg pour traverser la Dyle, vraisemblablement à hauteur de l’ancienne sucrerie, pour passer devant l’église de Vieux Genappe et rejoindre la colonne sans doute à hauteur de l’actuelle ferme de la Posterie.
L’arrière-garde britannique livra dans les rues de Genappe et à sa sortie nord quelques âpres combats retardateurs. Une fois qu’elle se fut retirée, ce fut aux 1er et 2e corps français de traverser le village derrière Napoléon qui menait l’avant-garde et ne s’y arrêta pas.
- Dans la soirée, le prince Jérôme Bonaparte, au lieu de rejoindre son frère au Caillou, passa la nuit à l'auberge du Roy d'Espagne.
- Le 18 juin 1815. La plupart des auteurs s’accordent à dire que, lors de leur rencontre à la Belle-Alliance, le 18 juin 1815, peu après 21 h 30, les généraux Wellington et Blücher se mirent d’accord pour confier aux Prussiens la poursuite de l’armée française en déroute. Ce point est contestable. Néanmoins, il ne fait pas de doute que c’est bien l’armée prussienne qui mena la poursuite. Toutefois, l’armée anglo-alliée participa à cette poursuite jusque vers Glabais.
- Les Prussiens poursuivirent très vigoureusement les débris de l’armée française à travers les rues du village de Genappe et s’emparèrent de la berline de voyage de Napoléon, contenant 800 000 francs en diamants et 2 000 napoléons. Contrairement à une légende absurde, le général Duhesme qui, gravement blessé près de Plancenoit, avait été transporté à Genappe y fut capturé et soigné par le médecin personnel de Blücher sur ordre de celui-ci. Il est enterré à l'ombre du clocher de l'église Saint-Martin de Ways.

### De 1830 à la fusion des communes
Première Guerre mondiale
Les troupes allemandes d'invasion occupent le village dès le 20 août 1914.
Pendant l'hiver précoce et rigoureux de 1916, les hommes valides âgés de 17 à 55 ans sont déportés en Allemagne.
En décembre 1917, la région de Genappe accueille 400 réfugiés français de Roubaix.
Le 2 février 1918, ± 1 000 Français arrivent à Genappe ; une bonne partie est dirigée sur Ways et Thy.
Le 10 novembre 1918, les routes suffoquent de l'écoulement continu des garnisons allemandes dépareillées fuyant vers l'Allemagne.

## Économie ancienne
Au XIXe siècle, l’économie de Genappe était essentiellement agricole. Les trois plus grandes exploitations agricoles étaient la « Ferme du Roi d’Espagne », la « Ferme Art » et la « Ferme Demanet ». La production la plus importante était le froment, suivi par l’avoine, les fèves et féveroles et les pommes de terre. Près de 29 hectares étaient constitués de prés et de vergers.
Genappe comprenait alors deux moulins, deux brasseries, deux fabriques de vinaigre de fruits, cinq fabriques de chicorée dont une mue par un cheval, deux pressoirs à huile (« stordoirs »), etc.
Le marché se tenait à Genappe le vendredi depuis un A.R. du 2 juillet 1823.
Genappe a été la barrière d'octroi no 6 en Brabant sur la route de Bruxelles vers Trèves. En 1834 la perception de l'octroi se faisait légalement entre la Poste aux chevaux et le chemin de Bousval.

## Héraldique
|  | La commune possède des armoiries qui lui ont été octroyées le 15 septembre 1819 et à nouveau les 29 septembre 1938 et 30 avril 1999. Elles montrent le château local. Les fleurs de lys furent ajoutée après le séjour du Prince Royal Français Louis devenu plus tard le Roi Louis XI de 1456 à 1461. Ces armoiries apparaissaient déjà au XVe siècle sur le sceau de la ville. Blasonnement : D'azur au château ouvert à trois tours d'or, accosté de deux fleurs de lis du même. Source du blasonnement : Heraldy of the World. |

## Politique et administration

### Conseil et collège communal 2024-2030
Ci-dessous, le tableau des résultats des élections communales de 2024.
| Parti | Parti        | Voix (2024) | Voix (2018) | % (2024) | % (2018) | +/-     | Sièges  | +/-  | Collège |
| ----- | ------------ | ----------- | ----------- | -------- | -------- | ------- | ------- | ---- | ------- |
|       | ECOLO        | 1.651       | -           | 16,32%   | -        | 0.0 %   | 4 / 25  | 4.0  | Non     |
|       | DéFI +       | 322         | -           | 3,18%    | -        | 0.0 %   | 0 / 25  | 0.0  | Non     |
|       | MR-LE        | 5.331       | -           | 52,68%   | -        | 0.0 %   | 15 / 25 | 15.0 | Oui     |
|       | Be Genappe   | 2.384       | 312         | 23,56%   | 3,23%    | 20.33 % | 6 / 25  | 6.0  | Non     |
|       | ENSEMBLE     | 431         | 765         | 4,26%    | 7,93%    | 3.67 %  | 0 / 25  | 1.0  | Non     |
|       | CréonsDemain | -           | 1.863       | -        | 19,31%   | 0.0 %   | - / 25  | 5.0  | Non     |
|       | + PluS       | -           | 827         | -        | 8,57%    | 0.0 %   | - / 25  | 1.0  | Non     |
|       | MR+cdH       | -           | 5.882       | -        | 60,96%   | 0.0 %   | - / 25  | 18.0 | Non     |
| Total | Total        | 10 119      | 9 649       | 100 %    | 100 %    |         | 25      |      |         |

| Collège communal   |                      |                                      |
| ------------------ | -------------------- | ------------------------------------ |
| Bourgmestre        | Gérard Couronné      | MR - MR-Les Engagés (MR-LE)          |
| 1er échevine       | Stéphanie Bury       | MR - MR-Les Engagés (MR-LE)          |
| 2e échevin         | Christophe Balestrie | MR-Les Engagés (MR-LE)               |
| 3e échevin         | Benoît Huts          | Les Engagés - MR-Les Engagés (MR-LE) |
| 4e échevin         | Étienne Legrand      | MR - MR-Les Engagés (MR-LE)          |
| 5e échevin         | Michaël Rouffiange   | MR-Les Engagés (MR-LE)               |
| Présidente du CPAS | Anne-Sophie Hayois   | MR-Les Engagés (MR-LE)               |

### Jumelages
La ville de Genappe est jumelée avec :
- Narborough (Royaume-Uni) ;
- Littlethorpe (en) (Royaume-Uni) ;
- Franklin (États-Unis), ville de Louisiane, dans le cadre des sister cities.

## Patrimoine et culture

### Patrimoine architectural et sites

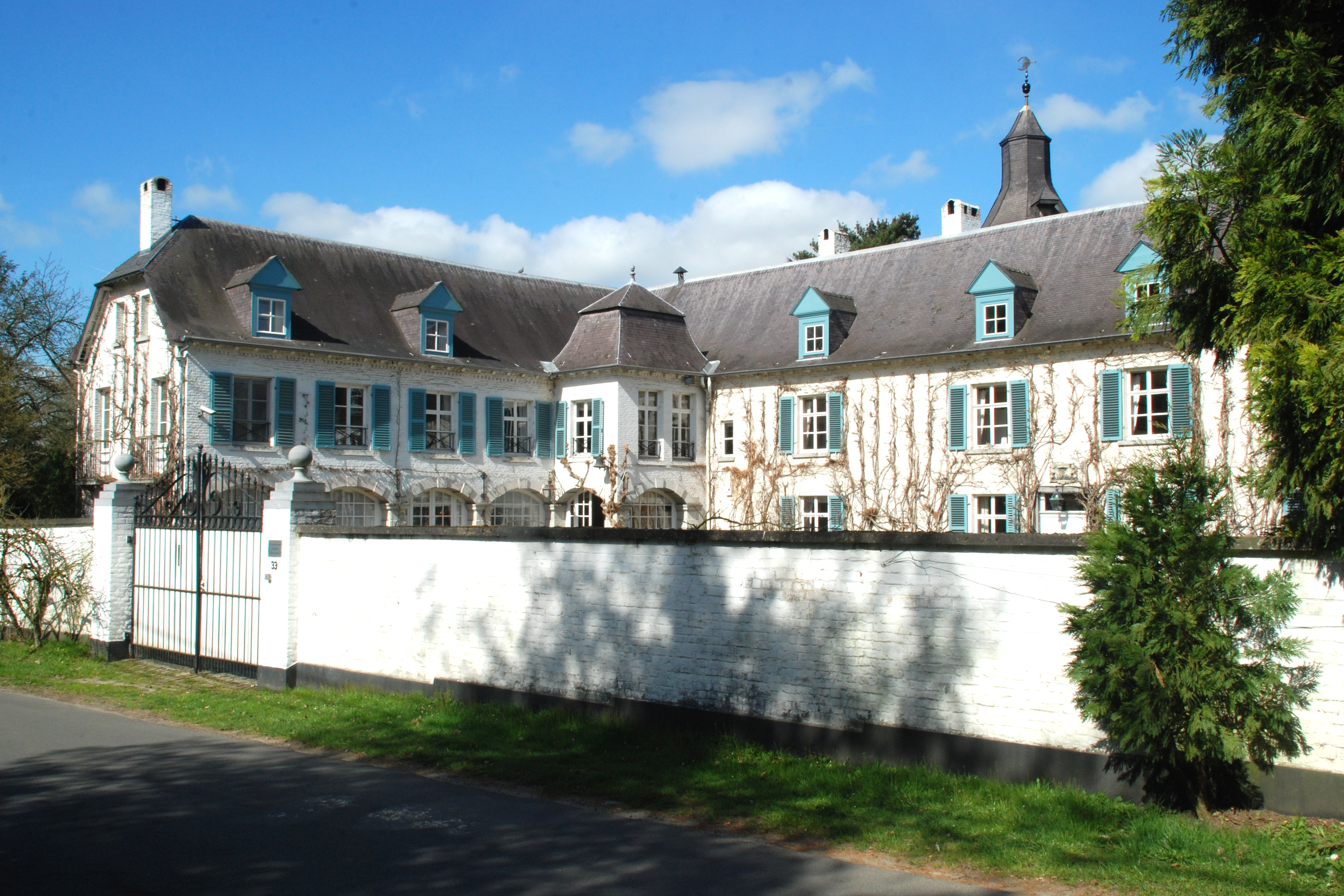
Château de Bousval.

#### Patrimoine classé
- Liste du patrimoine immobilier classé de Genappe.

#### Châteaux
- Château de Bousval.
- Château de Houtain-le-Val.

#### Églises

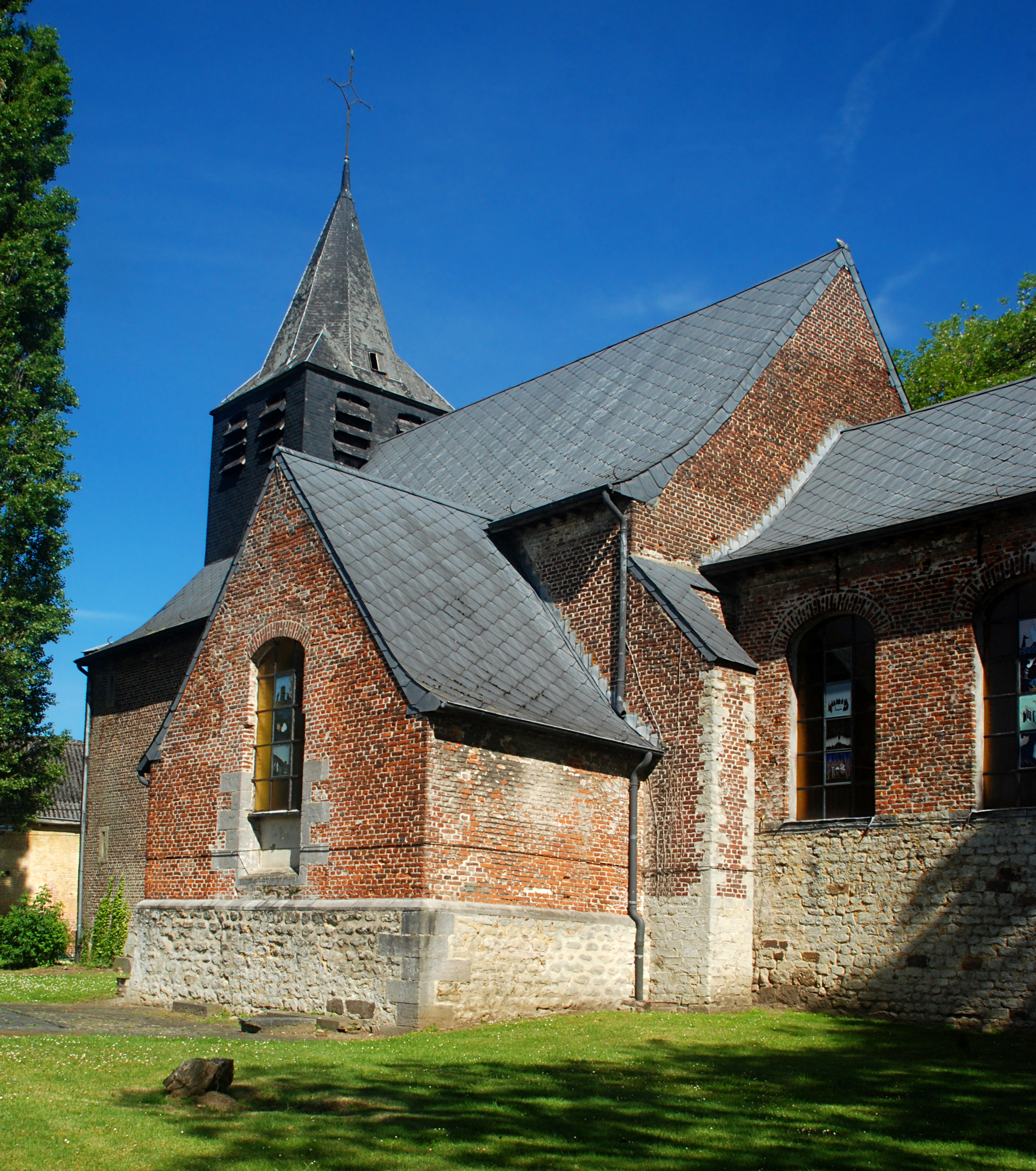
Église Saint-Hubert de Baisy-Thy.
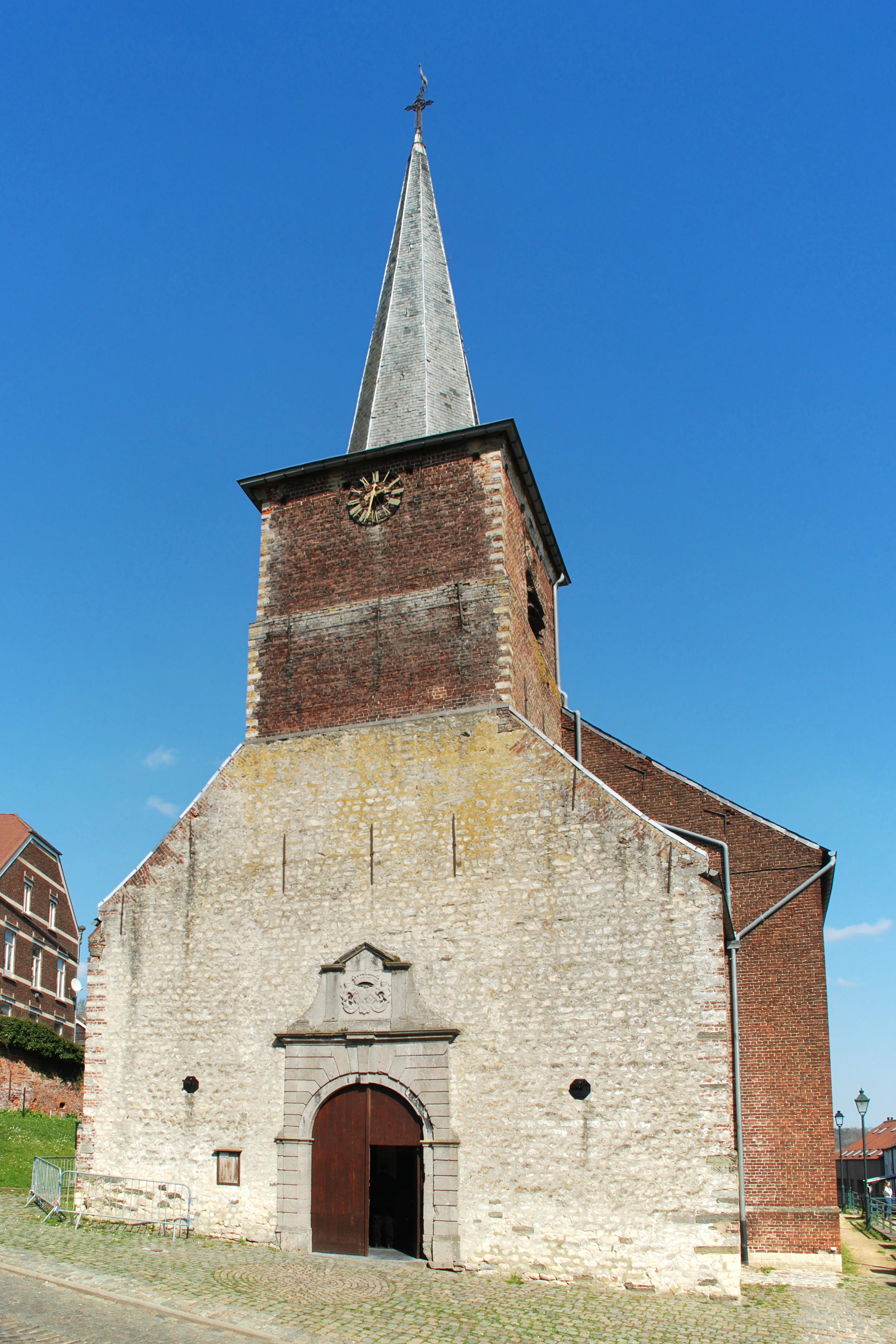
Église Saint-Barthélemy de Bousval.
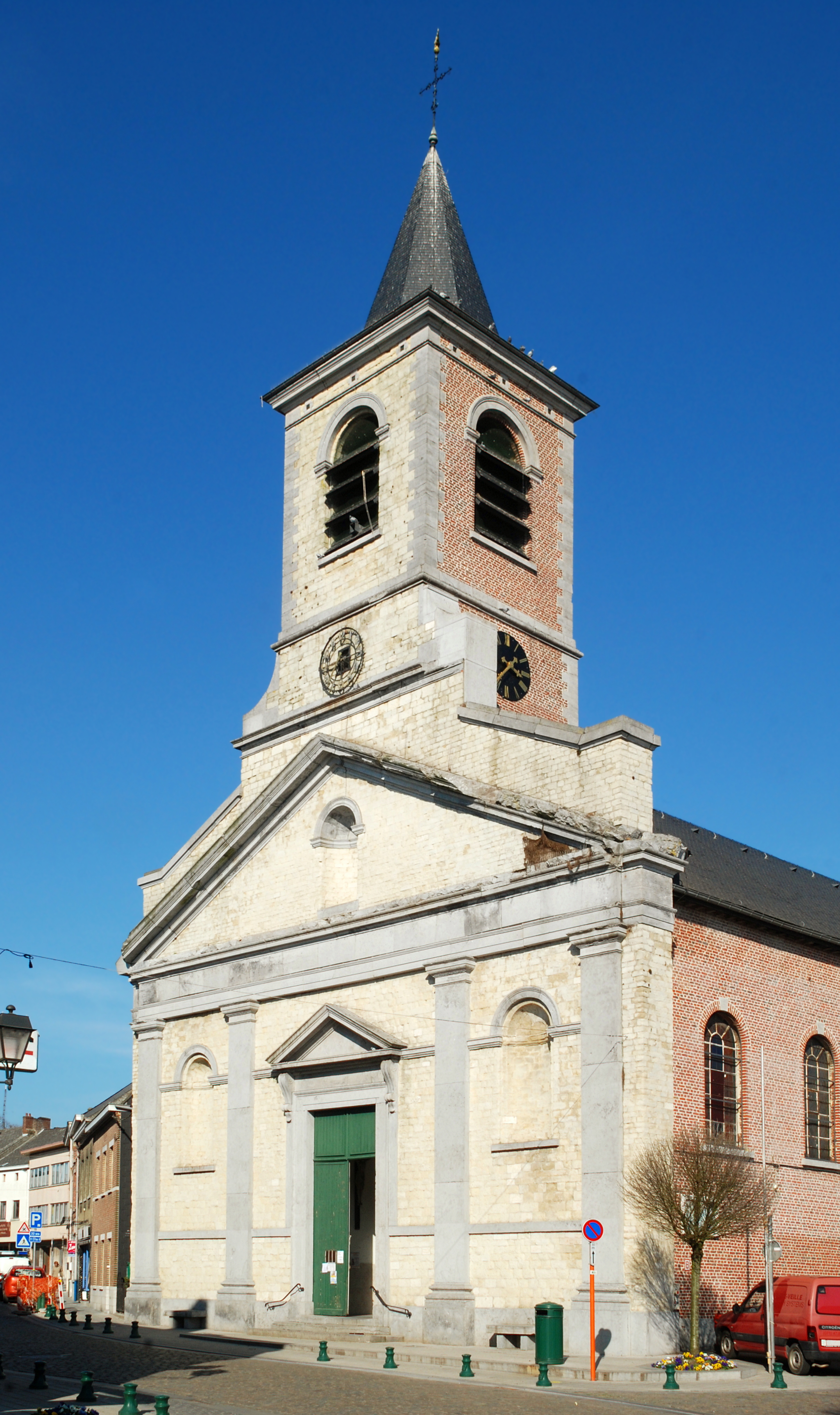
Église Saint-Jean-l'Évangéliste de Genappe.
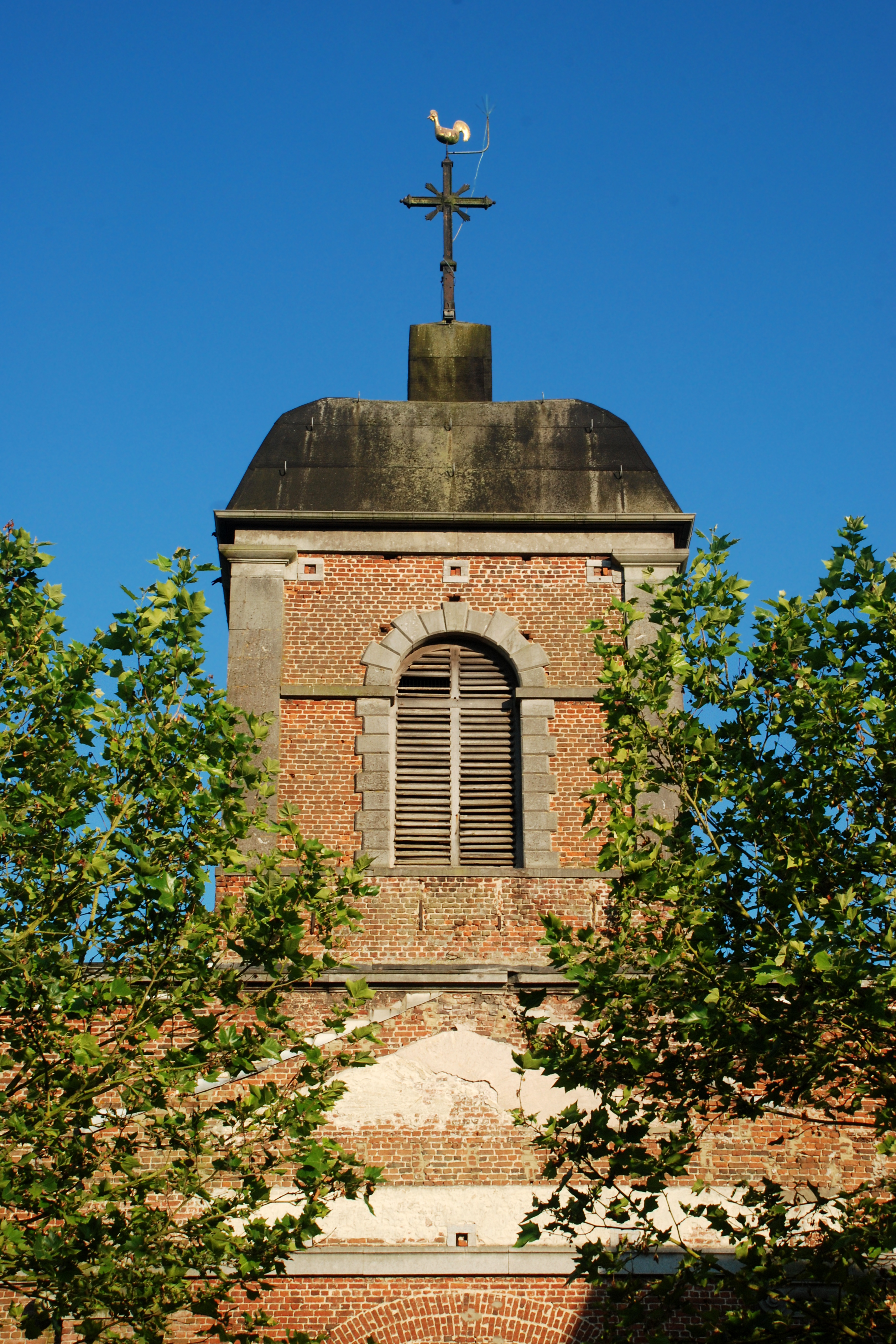
Église Saint-Pierre de Glabais.
- Église Saint-Jean-Baptiste de Loupoigne.
- Église Saint-Martin de Ways.

- Église Saint-Pierre de Glabais.
- Église Saint-Barthélemy de Bousval.
- Église Saint-Jean-l'Évangéliste de Genappe.
- Église Saint-Jean-Baptiste de Loupoigne.

#### Chapelles
- Chapelle du Chantelet de Vieux-Genappe.
- Chapelle Notre-Dame des Affligés de Ways.
- Chapelle Notre-Dame-de-Foy de Loupoigne.
- Chapelle du Try-au-Chêne.

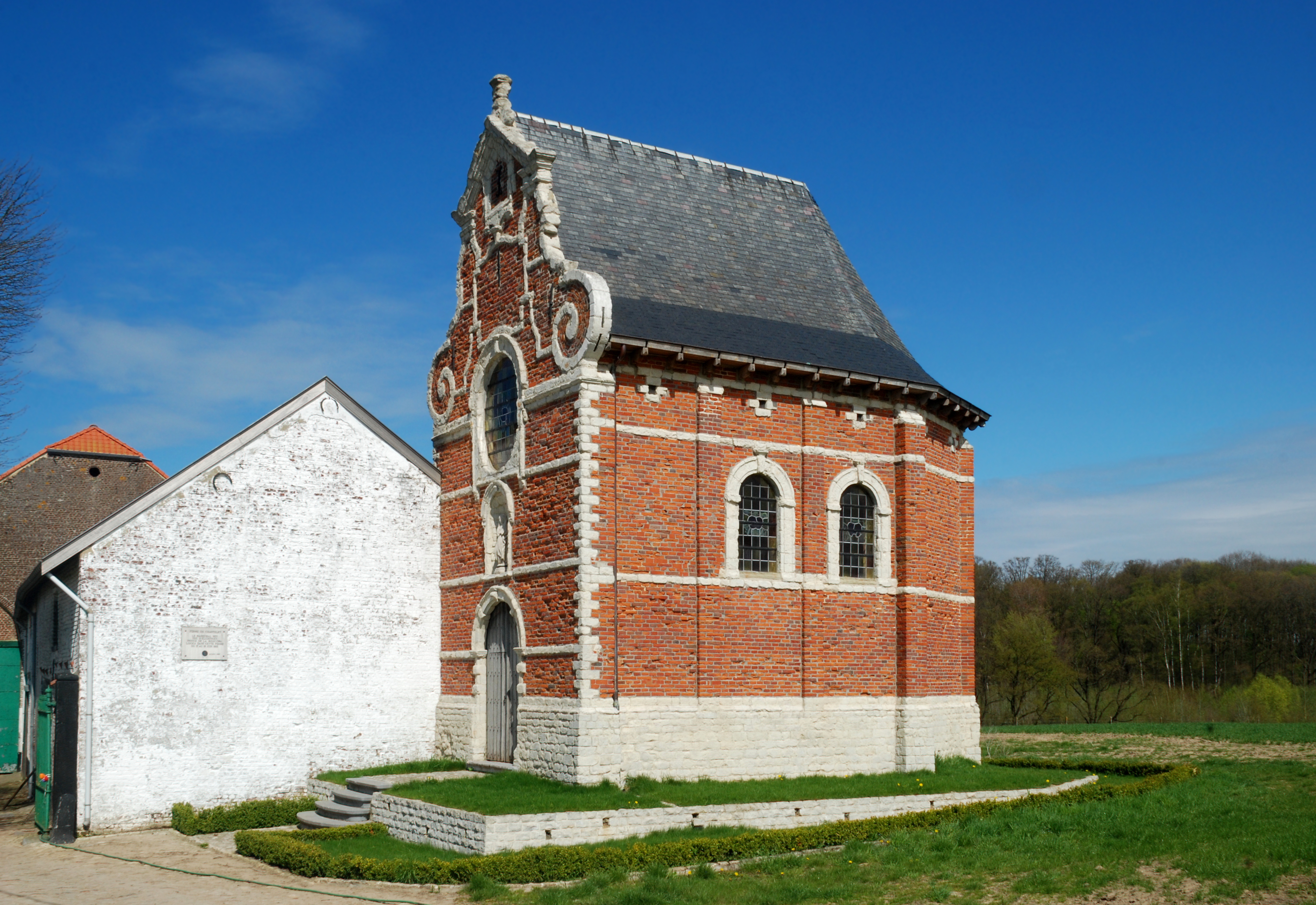
Chapelle du Chantelet.
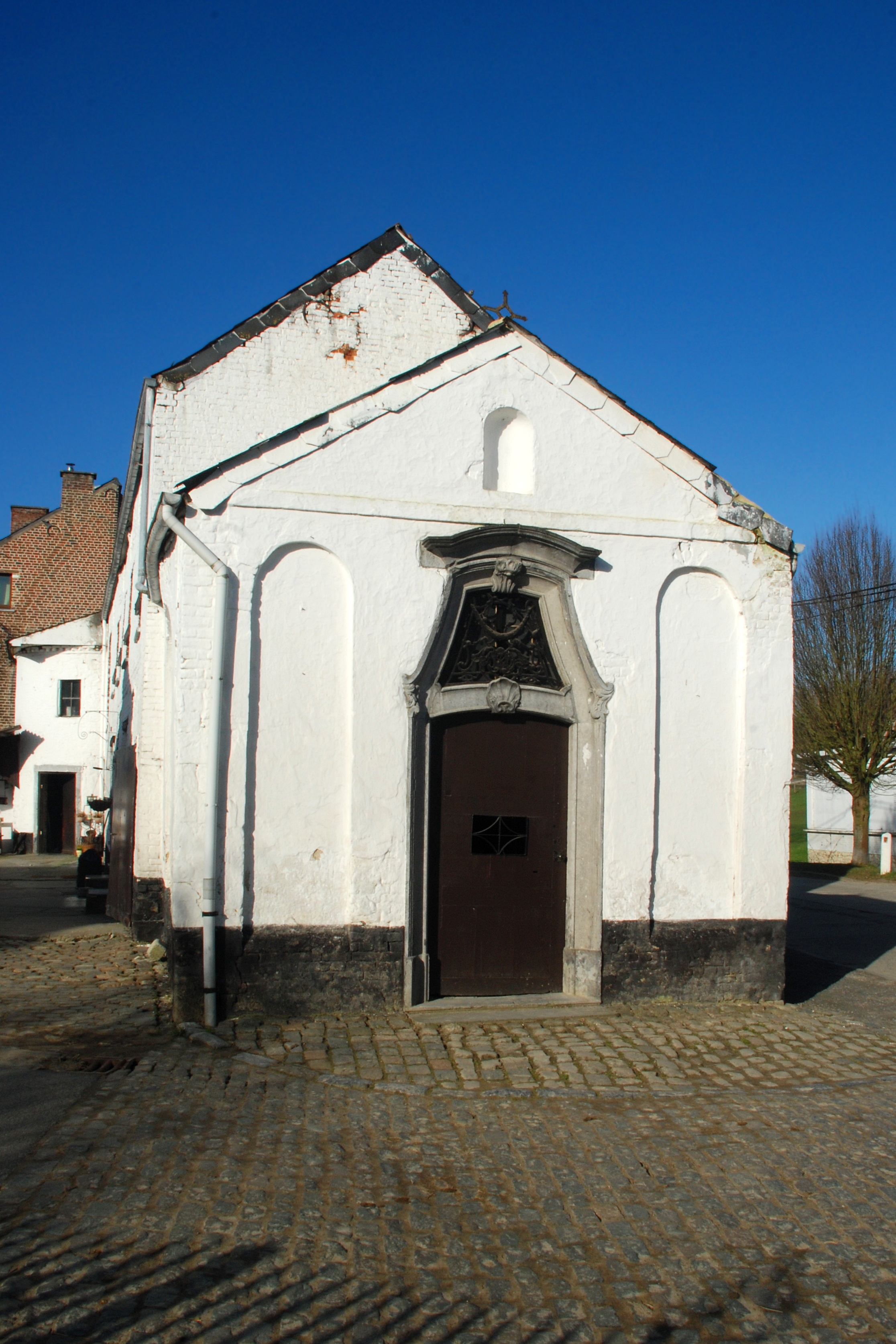
Chapelle Notre-Dame des Affligés de Ways.
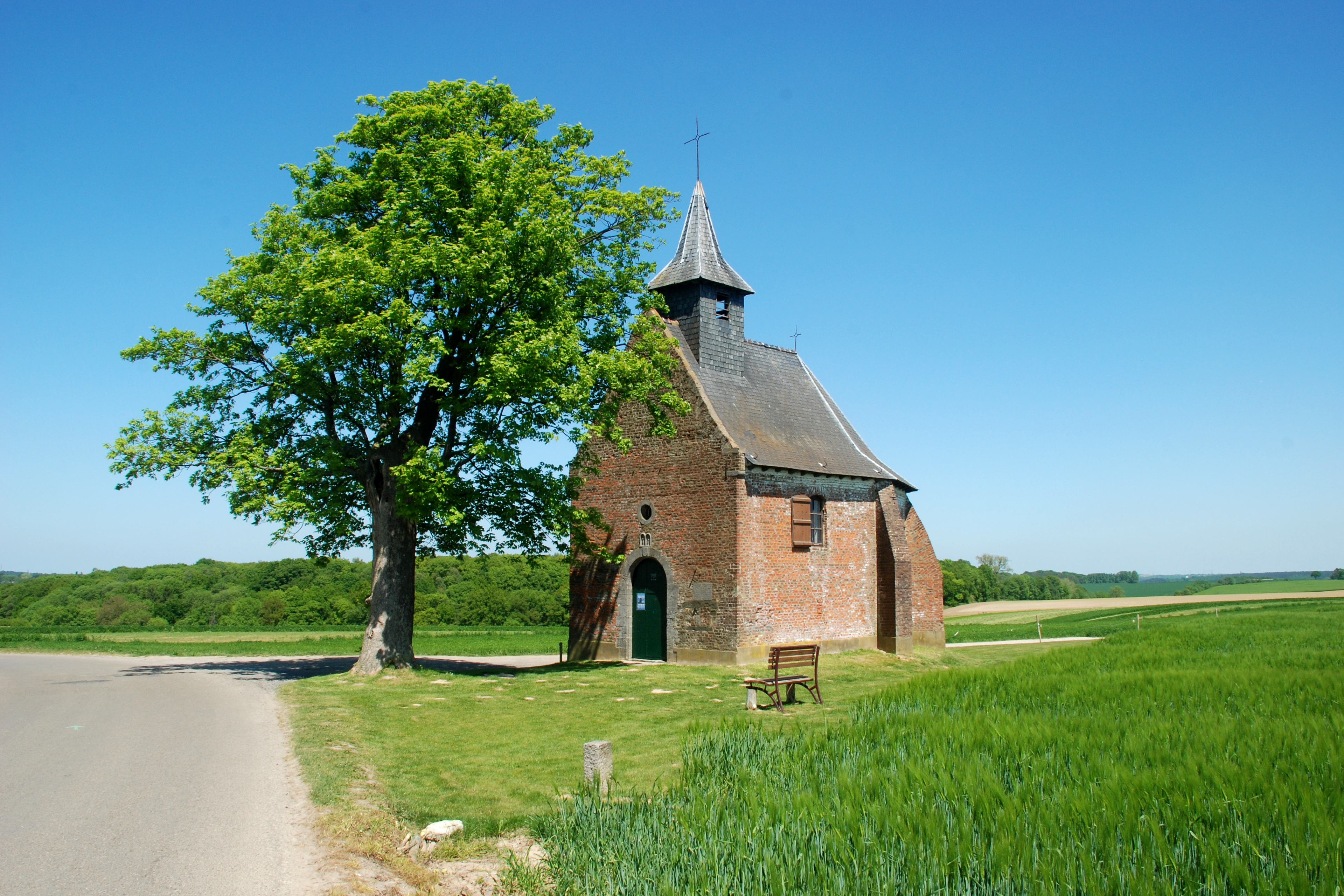
Chapelle du Try-au-Chêne.

#### Monuments liés à la campagne de Belgique de 1815
- Auberge du Roy d'Espagne.
- Ferme du Caillou.
- Ferme du Chantelet.
- Monument Brunswick à Baisy-Thy.
- Mausolée Duhesme à Ways[25].

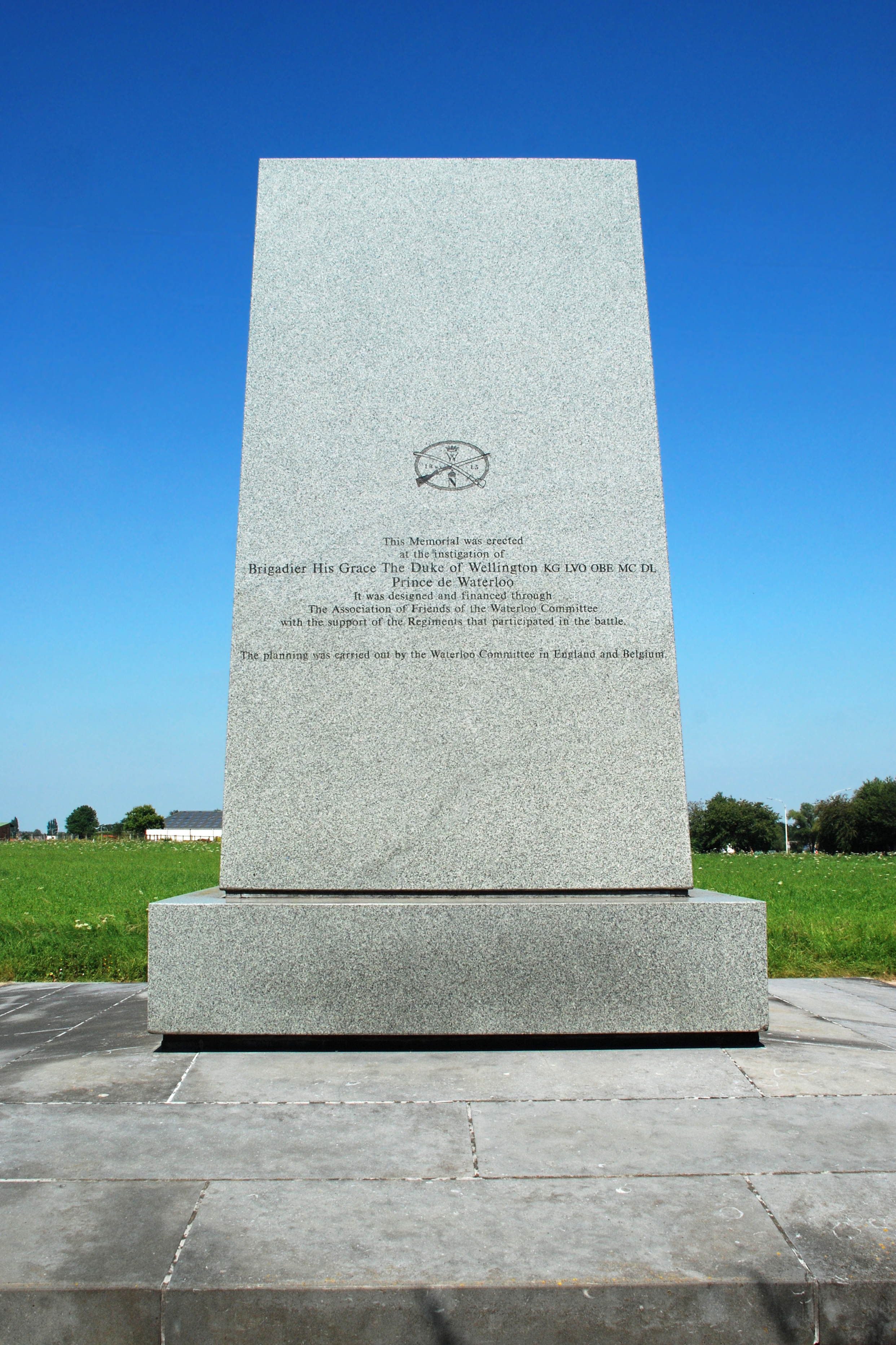
Monument aux troupes britanniques et hanovriennes.

- Monument aux Belges (Quatre Bras).
- Monument à la cavalerie néerlandaise.
- Monument aux troupes britanniques et hanovriennes.

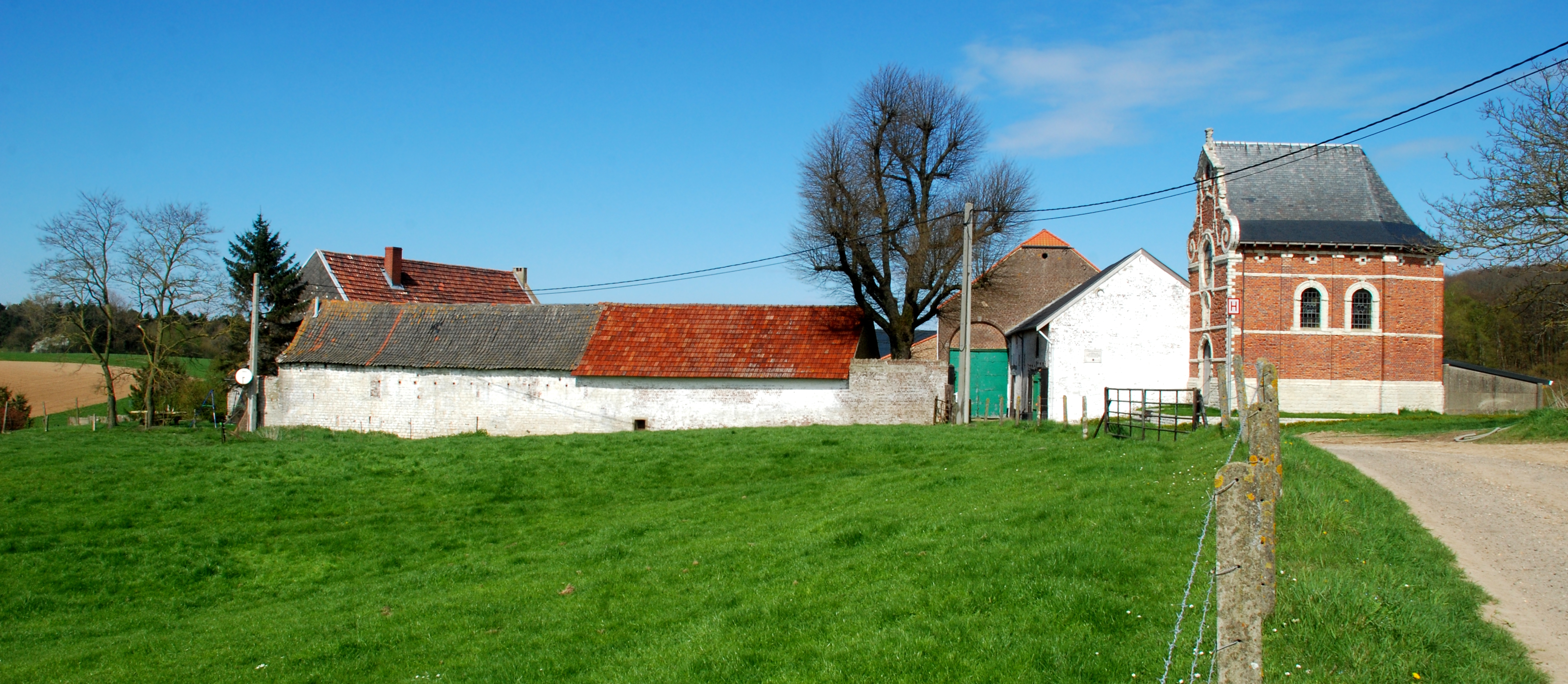
Ferme du Chantelet.

#### Patrimoine industriel

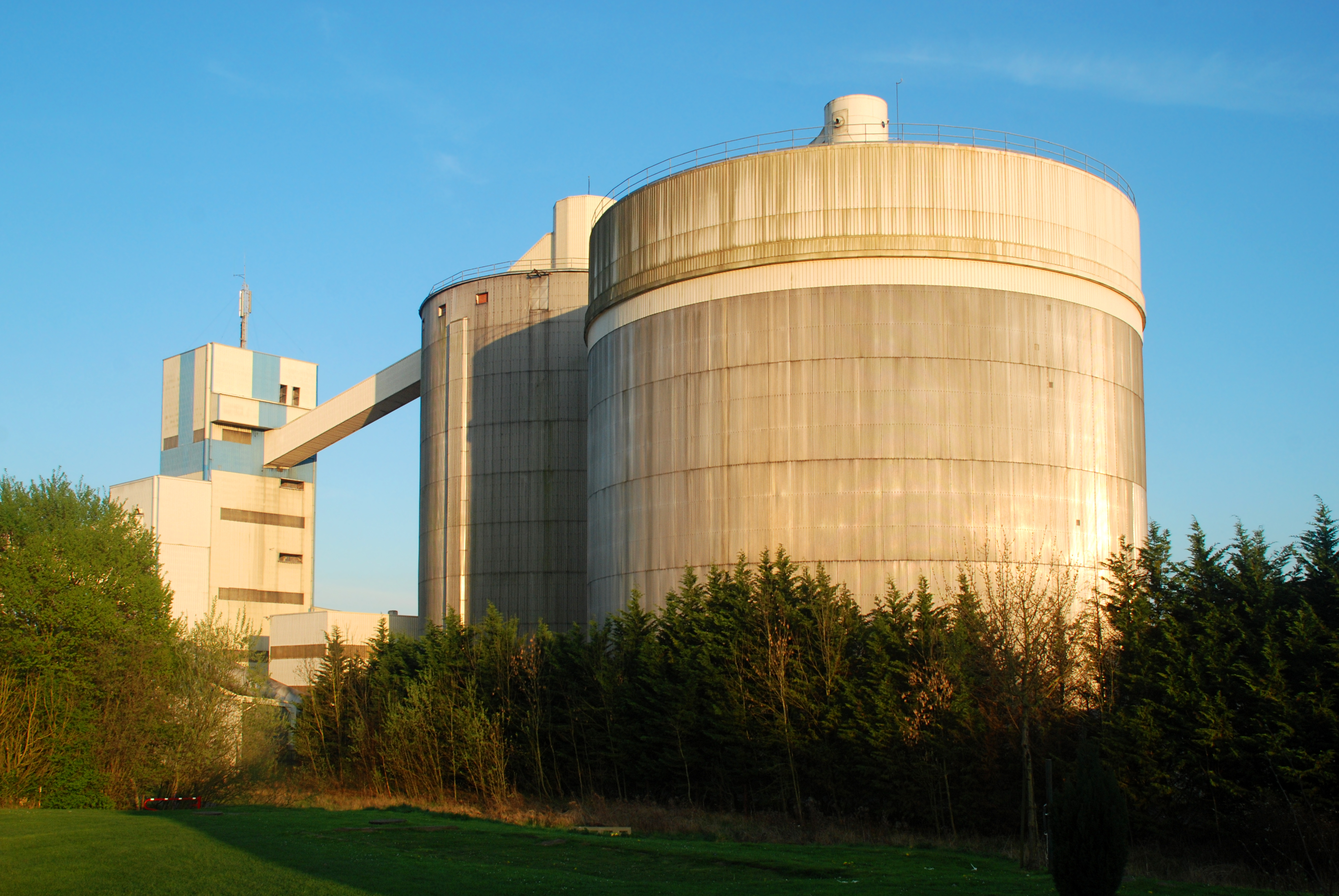
Sucreries de Genappe.

- les anciennes sucreries de Genappe, rachetées en 1929 par la Raffinerie tirlemontoise et fermées en 2004 après 125 ans d'activité.

#### Patrimoine Art déco
Genappe présente quelques façades ornées de cimorné et de marbrite, caractéristiques de l'Art déco rural :
- rue Émile François, 4 (Ways) ;
- avenue des Combattants, 128 (Bousval).

### Culture

#### Folklore
- Cortège carnavalesque le dimanche 7 jours avant Pâques, de 15 h à 17 h.
- Tour de Saint Barthélemy à Bousval à la fin du mois d'août.

#### Culte
Jadis, Genappe était desservi moitié par la paroisse de Vieux-Genappe et moitié par celle de Ways. La paroisse actuelle, dédiée à Saint-Jean l'Évangéliste, est l’héritière de la « chapelle du roi en son village de Genappe ». Cette chapelle comptait deux bénéfices : l’un à la collation du souverain et l’autre à celle du curé de Ways sur le territoire de laquelle elle se trouvait. On trouve mention du chapelain de Genappe en 1403 et on sait qu’en 1505, la chapelle était en si mauvais état qu’il fallut dépenser 32 livres de gros de Flandre pour faire réparer la toiture. La chapelle fut encore restaurée en 1707, 1708, 1721 et 1808. L’église actuelle a été inaugurée le 1er novembre 1842. Dans les temps passés, une procession avait lieu chaque année au 15 août, fête de l’Assomption de la Vierge, patronne secondaire de la paroisse.

##### Pèlerinage de Compostelle
Genappe est une étape wallonne sur la via Gallia Belgica du pèlerinage de Saint-Jacques-de-Compostelle, qui se prolonge par la via Turonensis en France. L'étape notable précédente est Mont-Saint-Guibert ; la suivante est Nivelles.

## Économie
Le talent, monnaie locale en circulation à Ottignies-Louvain-la-Neuve, Court-Saint-Étienne, Genappe, La Hulpe et Villers-la-Ville.

## Personnalités liées à la commune
- Anne de France (1461-1522).
- Général Duhesme (1786-1815).
- Gabriel Milhoux (1798-1862), député français, y est né.
- Lucien Jottrand (1804-1877).
- Séraphin Thiebault (1811-1879), volontaire de la révolution belge de 1830, lieutenant-général et ministre de la Guerre, né à Genappe.
- Albert Desenfans (1845-1938), sculpteur.
- Arthur Tacquin (1869-1966).
- Bernard Lemmens (1949-), pianiste classique.
- Gary d'Els (1954-) essayiste, poète, moraliste, parolier.